# Grovetown
Grovetown é uma cidade localizada no estado americano de Geórgia, no Condado de Columbia.

## Demografia
Segundo o censo americano de 2000, a sua população era de 6089 habitantes.
Em 2006, foi estimada uma população de 8139, um aumento de 2050 (33.7%).

## Geografia
De acordo com o United States Census Bureau tem uma área de 7,5 km², dos quais 7,5 km² cobertos por terra e 0,0 km² cobertos por água. Grovetown localiza-se a aproximadamente 121 m acima do nível do mar.

## Localidades na vizinhança
O diagrama seguinte representa as localidades num raio de 20 km ao redor de Grovetown.